# L'approdo (programma televisivo 2019)
L'Approdo è stato un programma televisivo italiano di attualità, politica e cultura, condotto dal giornalista e saggista Gad Lerner in onda dallo studio 2 del Centro di produzione Rai di Torino in seconda serata su Rai 3 dal 3 giugno 2019 per un totale di 5 puntate.
Il programma, che idealmente si ispirava dalla omologa trasmissione televisiva della Rai prodotta a cavallo degli anni Sessanta e Settanta, ha raccontato alcuni aspetti politici, culturali e antropologici dell'Italia contemporanea. Gad Lerner ha dichiarato inoltre di considerare le parole della omologa poesia Approdo di Primo Levi una guida preziosa per la trasmissione.

## Puntate
| Puntata | Titolo                                                           | Messa in onda  |
| ------- | ---------------------------------------------------------------- | -------------- |
| 1       | Da Pontida a Piazza del Popolo: Come la Lega si è presa l'Italia | 3 giugno 2019  |
| 2       | Lavoro: Prima agli Italiani?                                     | 10 giugno 2019 |
| 3       | Dagli al buonista!                                               | 17 giugno 2019 |
| 4       | Il potere dell'ignoranza                                         | 24 giugno 2019 |
| 5       | Noi e i migranti                                                 | 1º luglio 2019 |